# Большой кракс
Большой кракс или Большой гокко (лат. Crax rubra) — птица семейства краксы, самый крупный его представитель. Вес может достигать 7 кг.
У самцов в основном чёрное оперение. Основание клюва, на котором находится мясистый нарост, жёлтое. На голове — хохолок из загнутых перьев. Самки немного меньше самцов с буровато-коричневым оперением.
Большую часть времени большой кракс проводит в кронах деревьев, их гнёзда располагаются на высоте 6-30 метров. Питаются листьями, цветами, фруктами, реже насекомыми.

## Галерея

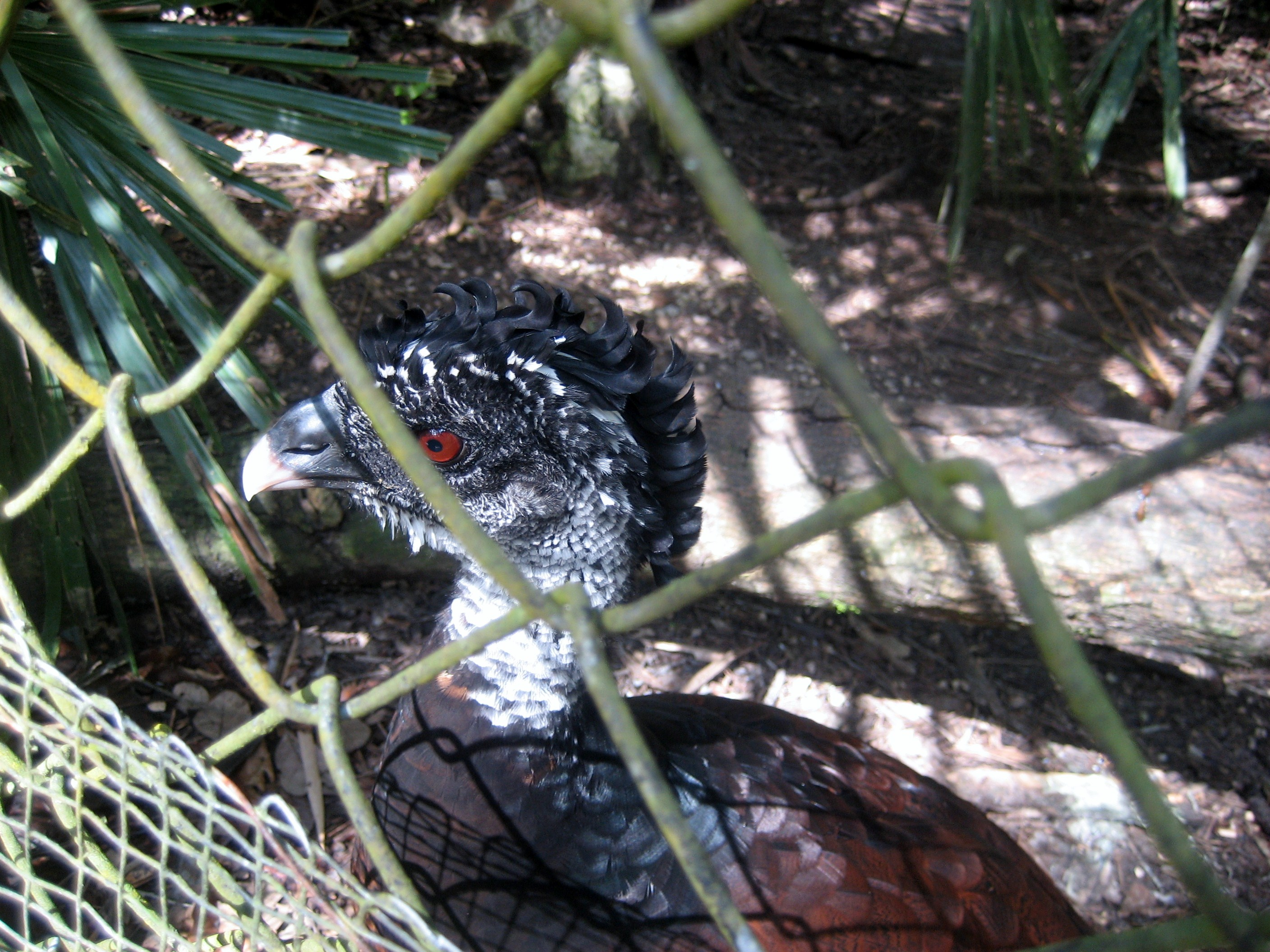
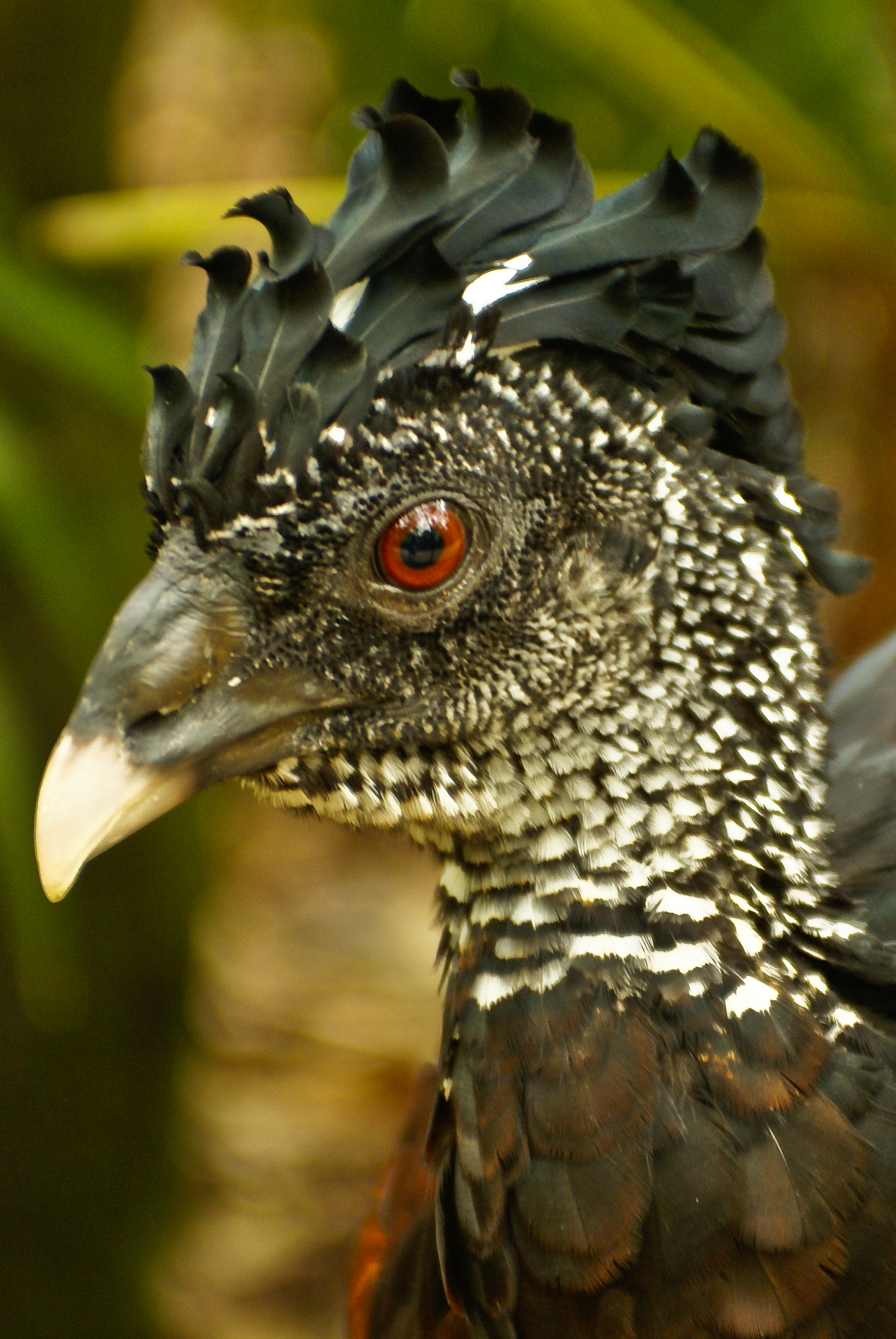
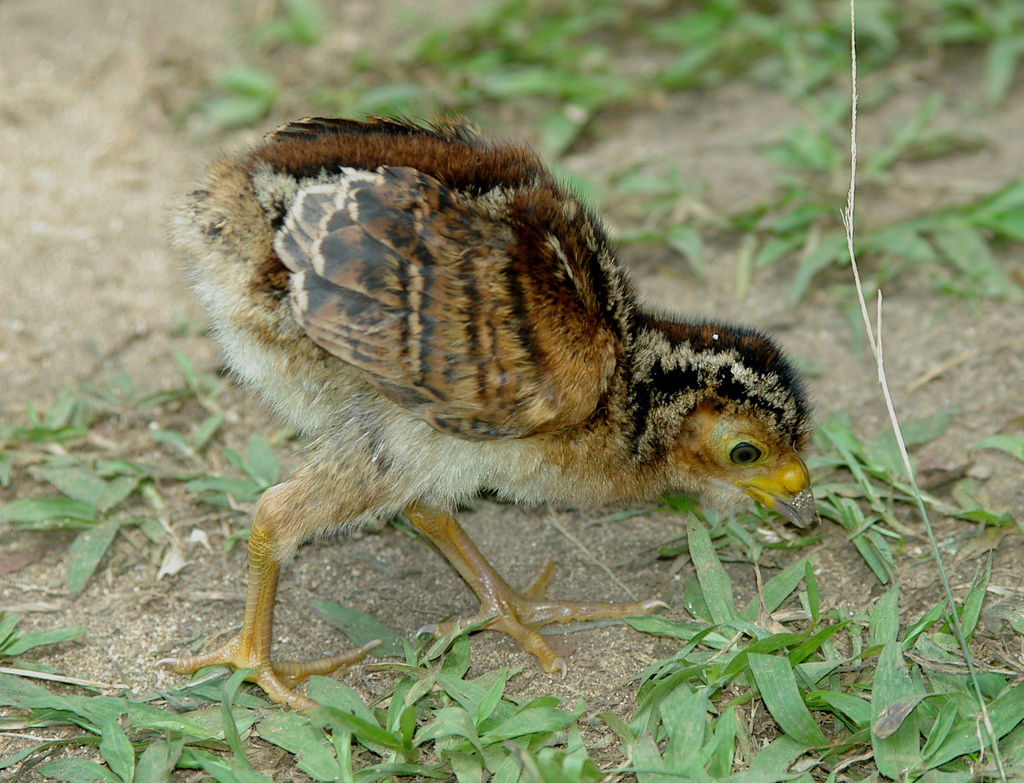
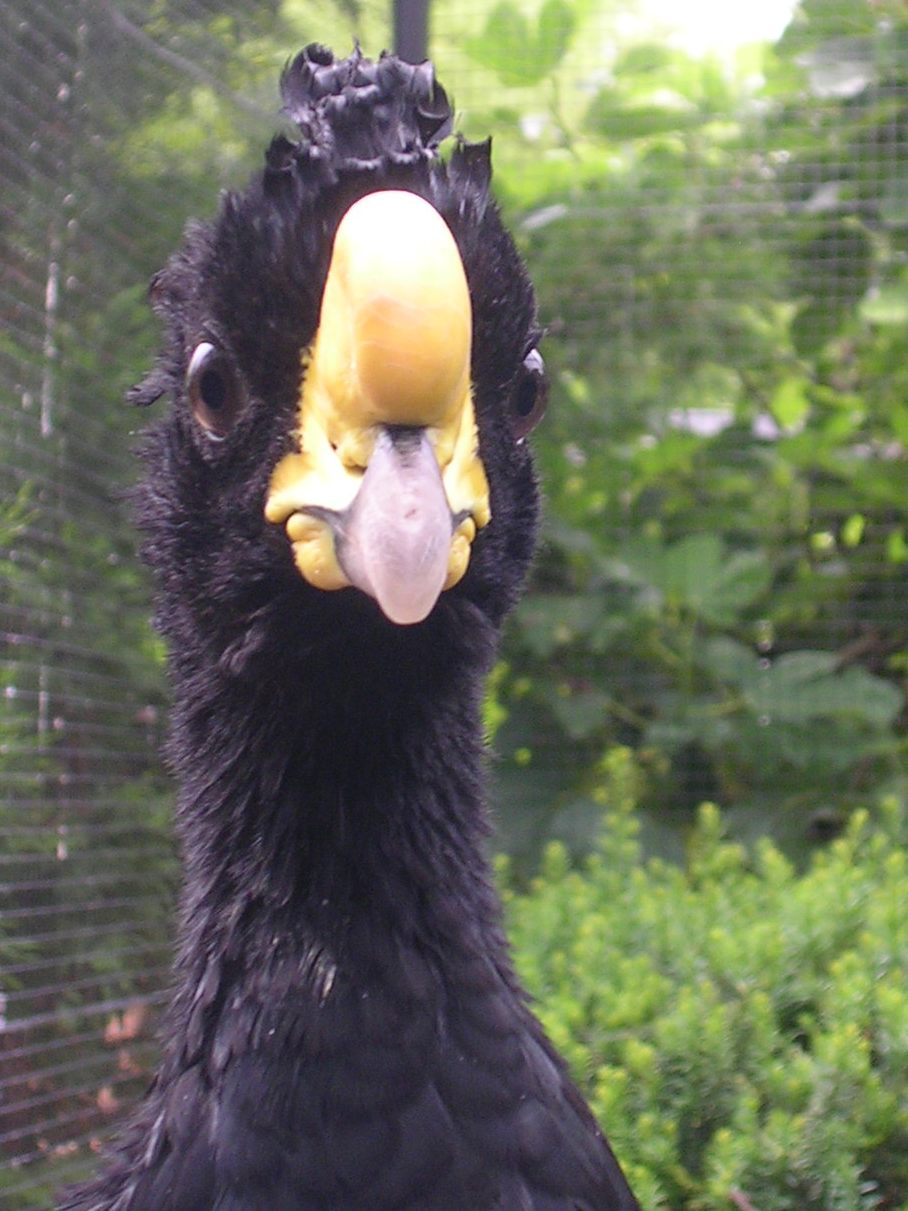
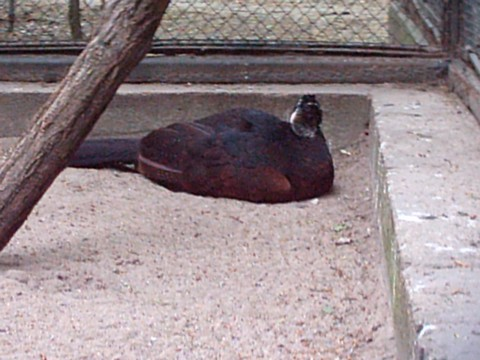
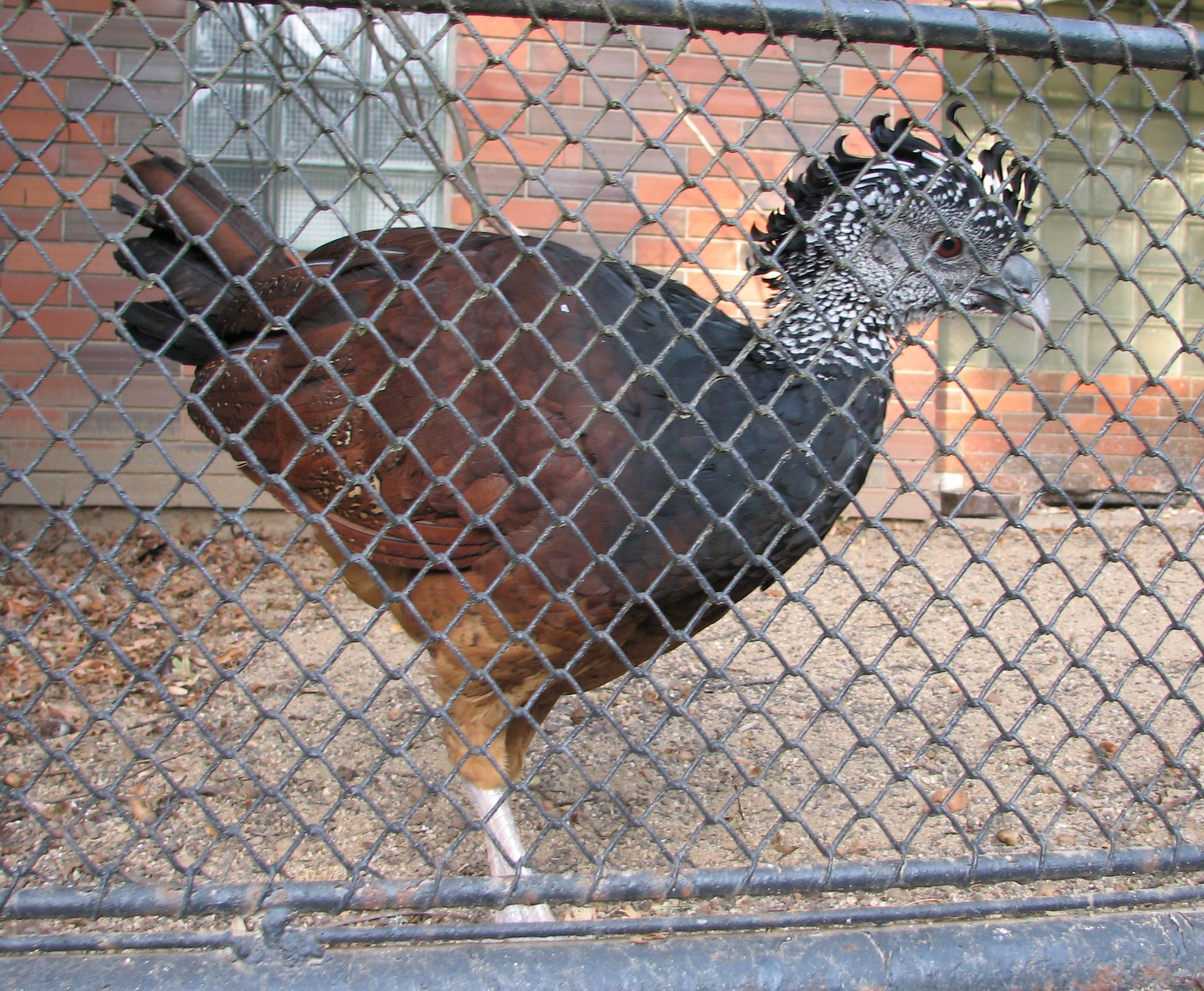
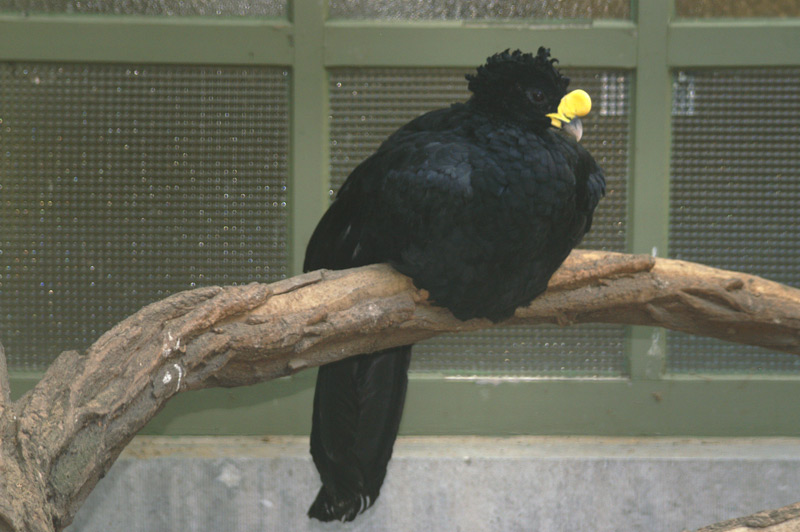